# Ribeirão Humaitá
Ribeirão Humaitá är ett vattendrag i Brasilien.   Det ligger i delstaten Paraná, i den södra delen av landet, 1 000 km söder om huvudstaden Brasília.
Omgivningarna runt Ribeirão Humaitá är huvudsakligen savann. Runt Ribeirão Humaitá är det ganska tätbefolkat, med 104 invånare per kvadratkilometer.